# M/S Rydboholm
M/S Rydboholm var ett svenskt lastfartyg tillhörande Svenska Amerika Mexiko Linien. Fartyget torpederades och sänktes i Nordatlanten den 25 februari 1941 av den tyska ubåten U 47. Besättningen räddades.

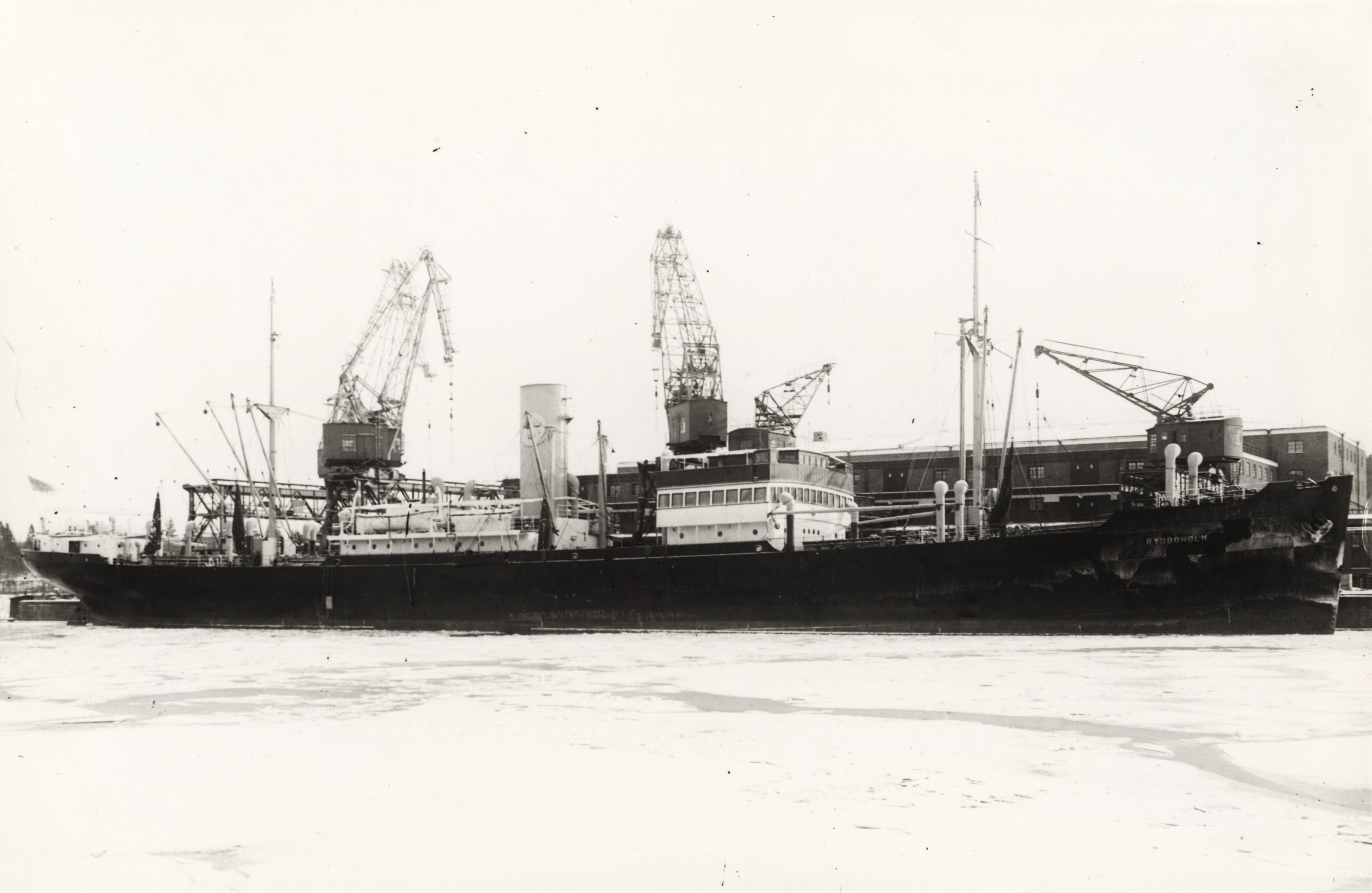
Lastmotorfartyget RYDBOHOLM av Göteborg, år 1935.

## Historik
Rydboholm sjösattes vid Götaverken den 17 augusti 1933 och döptes av fru kapten Birger Zander till Rydboholm efter den stora textilanläggningen i Västergötland. Hennes sjösättning bevittnades även av ledande personer inom textilindustrin som på denna tid blomstrade. Fartyget var beställt av Svenska Amerika Mexiko Linien och levererades den 17 oktober 1933. Bland deltagarna under provturen märktes dåvarande handelsministern Fritjof Ekman. På sin första rundresa till Amerika gjorde Rydboholm en medelfart på cirka 13 knop trots att hon i ett par dagar legat mitt i en cyklon. På hennes andra resa till Amerika utbröt det eld ombord i hennes tändstickslast. I mer än fem dygn kämpade allt tillgängligt manskap och passagerarna mot elden. Hela förrådet av kolsyra, det vill säga 68 flaskor, förbrukades och sen använde man även ånga för att bekämpa elden. Till slut fick man bukt med elden men en stor del av lasten förstördes.

### Andra världskriget
Under andra världskriget deltog Rydboholm i tre stycken HX-konvojer som seglade från Halifax, Nova Scotia till hamnar Storbritannien.
Fartyget, lastat med stål, ingick första gången i konvojen HX 79 som lämnade Nova Scotia den 8 oktober 1940 med destination Liverpool och seglade då som andra fartyg i den tredje gruppen.
Rydboholms slutdestination var Glasgow.
I januari året därpå ingick fartyget i Bermuda-sektionen (BHX) av konvojen HX 100 som det femtonde fartyget i ordningen.
Denna konvoj lämnade Halifax den 1 januari 1941 och ankom Liverpool den 18 januari.
Rydboholm gick då lastad med svavel, troligtvis med destination Garston.
Fartyget nådde dock inte slutdestinationen utan återvände till utgångshamnen efter att Rydboholm under svåra väderförhållanden den 5 (alternativt 7) januari räddade 24 man från den nederländska ångaren Soemba. Den senare hade kapsejsat och sjunkit efter att hennes last hade skiftat.
För denna bragd blev Rydboholms befäl och besättning belönade.
Kapten Botvid Ryberg dekorerades med den holländska Oranien-Nassauorden av drottning Wilhelmina vid en mottagning i London.
Rydboholm planerades att ingå i HX 103 men den resan ställdes in.
Istället genomförde fartyget seglatsen till Garston som en del av HX 104.
Denna konvoj lämnade Halifax den 21 januari 1941 och anlöpte Liverpool den 8 februari.

## Torpederingen
I februari 1941 avgick Rydboholm från Liverpool mot Freetown, (nuvarande Sierra Leone), Västafrika. Den 25 februari, då Rydboholms position var
55°32′N 14°24′V / 55.533°N 14.400°V, exploderade en torped i fartygets förskepp. Detta sjönk omedelbart, så att akterskeppet låg med propellern i luften. Besättningen gick i livbåtarna och de uppehöll sig hela natten i närheten av fartyget. På morgonen upptogs besättningen av en engelsk jagare. Rydboholm låg då kvar i samma läge, men då inga åtgärder kunde vidtagas för fartygets räddning, lämnade jagaren platsen och förde besättningen i land i Storbritannien.
Senare dokumentation visar att Rydboholm besköts av den tyska ubåten U 47 som träffat henne med en torped.